# 水星计划
水星计划（英語：Project Mercury）是美国的第一个载人航天计划，始于1959年，终于1963年，旨在将人类送入地球轨道。1962年2月20日的水星-宇宙神6号实现了这一目标。计划包含了20次不载人发射和6次载人发射。早期计划和研究都是由国家航空咨询委员会完成的。而最终是由后来成立的NASA完成的。其後的"水星計畫標誌2"被重新命名 （页面存档备份，存于）為双子座计划。
计划的名称来源于罗马神话中的速度之神墨丘利（Mercury），Mercury也是太阳系行星水星的名字，它的移动速度比其他行星都快。计划名称取其中速度之意，此外并没有和水星这颗行星有联系。
整个计划耗资大约3亿8400万美元。约等于2010年的29亿美元。

## 研发过程
1958年10月7日，NASA的首位领导人基思·格莱南批准了这个计划，到12月17日，才正式对外宣布。
12月29日，北美航空工业公司被授权开发“小乔伊”火箭做测试飞行之用。1959年1月，麦克唐纳飞行器公司被选为水星飞船的主承包商，到2月，飞船的数量确定为12艘。4月，7名宇航员，即（水星计划七人）被选中参加水星计划。
1959年5月，北美航空公司交付了第一批两枚小乔伊火箭，6月，又交付首批大乔伊火箭。7月，原定的采用PGM-19木星火箭被取消，取而代之使用宇宙神火箭。 10月，通用电气交付给麦克唐纳烧蚀热防护盾，安装在第一艘水星飞船上。12月，水星-红石1号已经安装在陆军弹道飞弹局的测试台准备静态测试。
1960年1月，NASA于西电公司签下水星追踪系统合同，合同价值3300万美元。同在1月，麦克唐纳交付了第一批定型的水星飞船，离签署合同不到一年。2月12日， 克里斯托弗·克拉夫特上任主持水星的管理协调工作。4月，第一艘飞船被运往瓦勒普斯岛的试验基地做逃逸塔测试。5月9日，试验圆满完成。

## 飞船

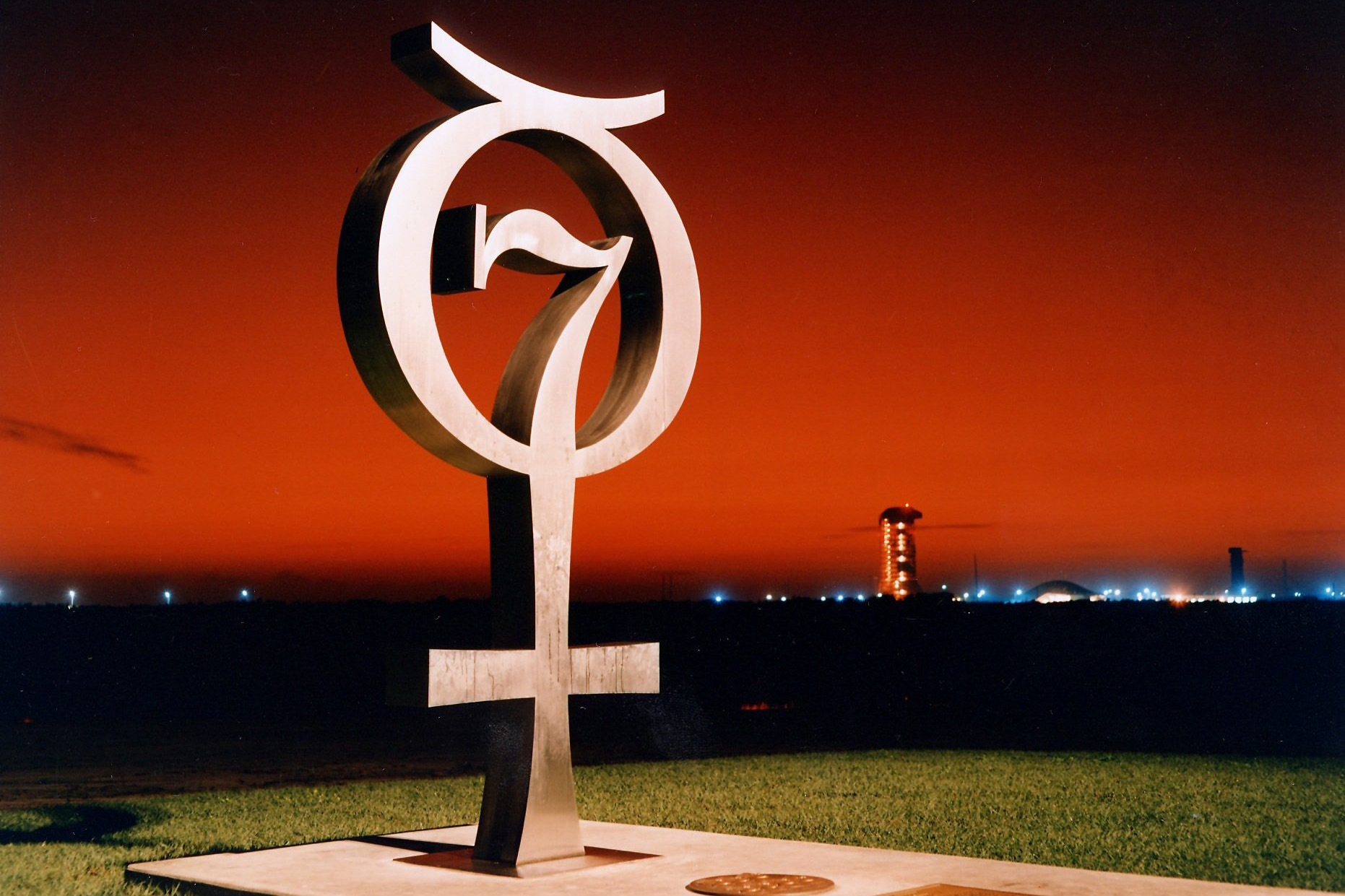
位于LC-14的水星计划纪念碑

由于飞船的小尺寸，许多人揶揄飞船是“穿”的，而不是“乘坐”的。1.7 m³的有效空间只是略比一名宇航员的体积大。飞船内部还有120个控制器，55个电开关，30个保险丝以及35根机械杠杆。飞船由马克西姆·费格特和NASA的太空工作组共同设计。
起初NASA并不考虑宇航员的乘坐感受，认为他们是设计过程的“次要参与者”，这使得宇航员与设计人员之间起了很多冲突。 然而计划的领导者认为宇航员应该掌控飞船，并把个人能力作为计划成功的重要因素。约翰·格伦在首次轨道飞行时手动姿态调整便是所谓“掌控”的最好证据。宇航员还要求一个更大的舷窗并加增手动再入控制器，都得到了满足。 
在任务的发射阶段，飞船和宇航员依靠发射逃逸系统来避免受发射事故的危害。逃逸系统是安装在飞船上方的一个能产生52,000 磅力lbf (231 kN)推力的固体火箭塔。在发射事故产生时，逃逸系统在1秒内启动，将飞船和宇航员带离失效的运载火箭，随后依靠飞船的降落伞着陆。助推火箭熄火后，逃逸塔完成使命从飞船上脱落，由一枚能产生800磅力（3.6KN）的固体火箭工作1.5秒提供分离推力。
箭船分离时，飞船上的三枚推力为400磅力（1.8KN）的固体火箭点火1秒。这三枚火箭成为加速火箭。
飞船只配备了姿态控制推力器，因此在轨道注入和制动减速期间，飞船不能改变轨道。飞船高低部分各有6个喷射器，每个轴上两个。喷射器的燃料补给来自两个分离的燃料罐，一个自动供给，一个手动供给。宇航员可以选择控制喷射器中的任意一个。飞船还被设计为可以完全接受地面控制，以便在宇航员无法控制时控制飞船。
飞船有3枚固体制动火箭，每枚推力1000磅力 (4.5 kN) ，工作时间10秒。但一枚火箭足矣将飞船带回地球。制动时一枚火箭先点火，5秒后第二枚点火，5秒后第三枚点火。

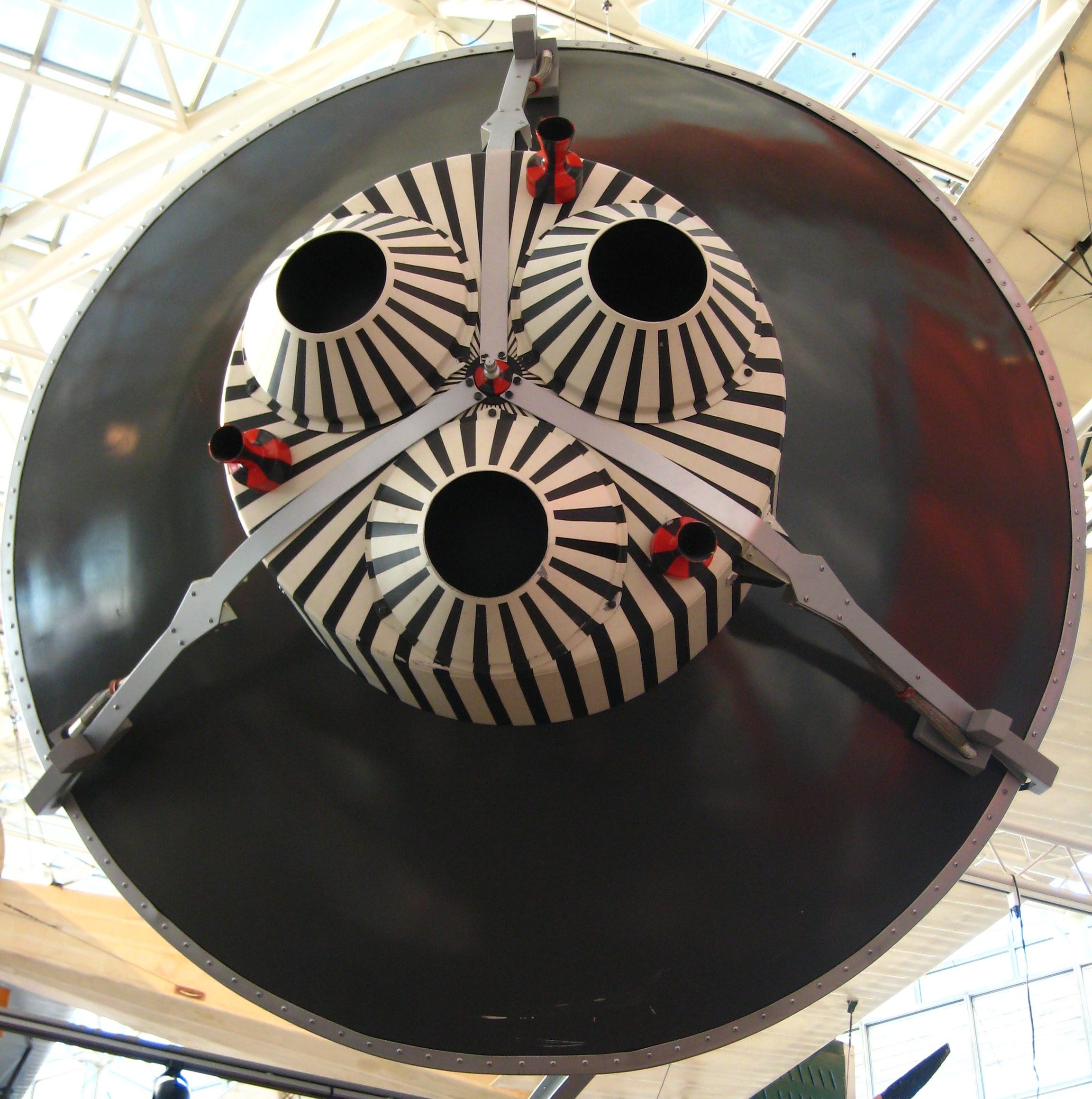
飞船的热防护盾和减速制动装置

飞船的顶端有个档板，飞船再入时如果顶端在前，流过档板的气流会将飞船调整为防护盾在前的安全姿态。再入过程中，宇航员在轨道段要承受8G的加速度，在亚轨道段要承受11-12G的加速度。
原始设计时计划为飞船配备铍吸热式防护盾或者烧蚀防护盾，后续试验确定使用后者。因为烧蚀盾更可靠（可使原设计的盾厚度降低，从而降低飞船重量），更易生产（当时美国只有一家公司生产为数不多的铍）且更廉价。
NASA从麦克唐纳公司订购了20艘飞船，编号1到20，其中10,12,15,17和19号没有使用。3号和4号在无人飞行测试中因事故而被毁。11号在返回地球后沉没，直到38年后才被从大西洋底打捞上来。一部分飞船在制造后由经过了改进（发射中断事故后回收，更新设备用于更长的任务），其命名为原编号加字母，如2B, 15B。某些飞船还被改进两次，如15号飞船先改为15A，后改为15B。
NASA和麦克唐纳还制造了许多水星飞船试验版（包括实体模型，原型，复制品）用来测试飞船回收系统，逃逸塔和运载火箭。

## 助推火箭
水星计划使用了三种火箭:
- 小乔伊火箭 - 8次亚轨道机械测试，2次运送猴子，以及若干逃逸系统测试。
- 红石运载火箭 - 4次亚轨道机械测试，一次运送黑猩猩，2次载人亚轨道飞行。
- 宇宙神运载火箭 - 4次亚轨道机械测试，2次在轨飞行，1次运送黑猩猩，4次载人轨道飞行。

小乔伊火箭搭载试验版飞船主要用来进行逃逸塔和飞行中断程序测试。红石火箭主要用于亚轨道飞行，宇宙神火箭用于轨道飞行。小乔伊火箭是专为水星计划设计的固体火箭，而宇宙神火箭原本是用来运送核弹头，因运送比弹头更重的飞船而做了必要的加固。1958年10月，水星-朱庇特导弹也曾被考虑作为亚轨道运载工具，但在1959年又因预算原因取消了此计划。泰坦系列导弹也曾考虑做水星计划的运载工具，但计划付诸实施前水星计划就终止了，泰坦系列导弹用于随后进行的双子星座计划。
水星计划中，也使用了一枚侦察兵火箭，水星-侦察兵1号计划运送一颗卫星来评估遍布全球的水星追踪系统，但卫星随火箭在飞行44秒后由靶场安全系统摧毁。

## 无人飞行

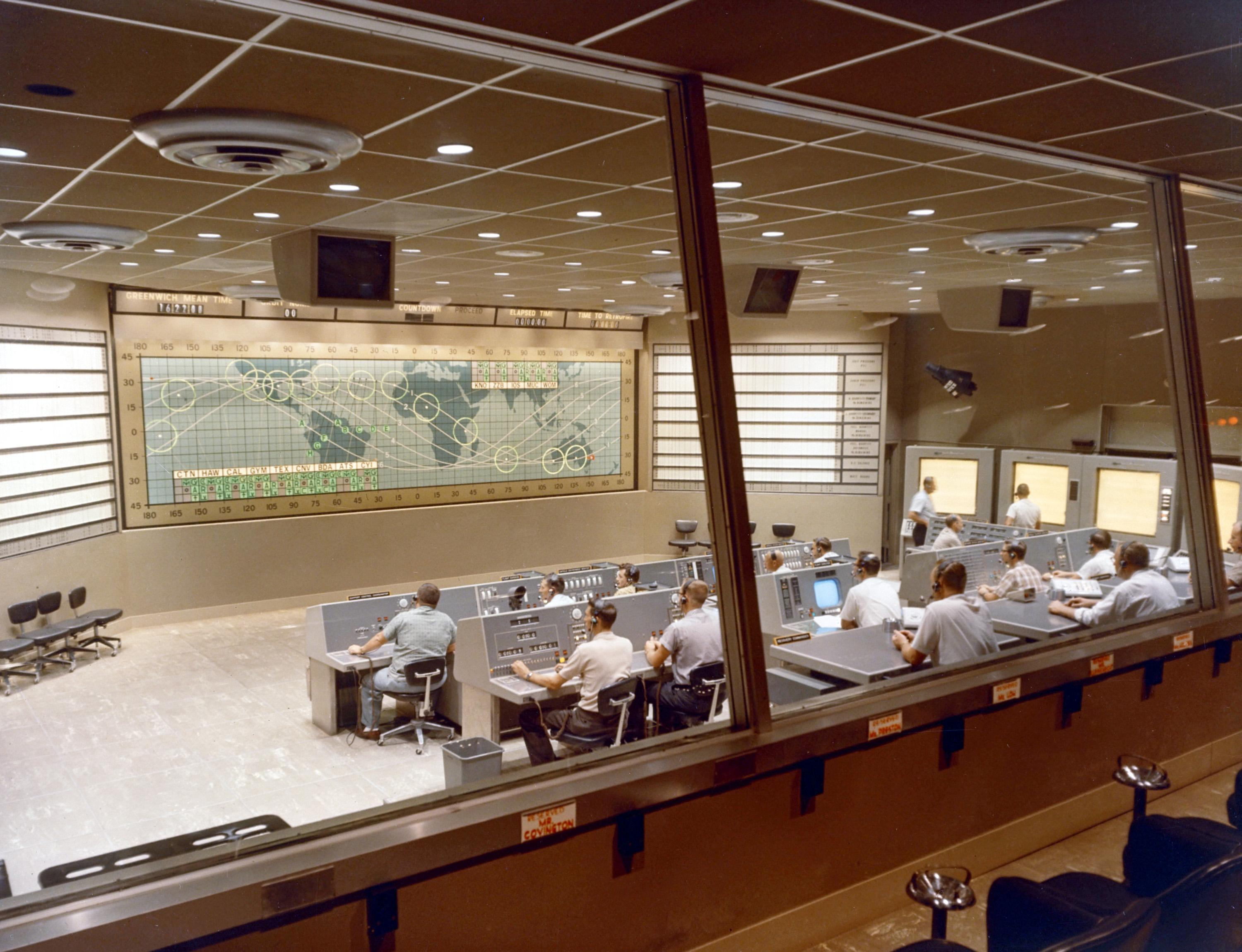
水星计划控制大厅-卡纳维拉尔角

水星计划含有20次无人发射，并非所有发射都以进入太空为目标，也并非所有发射都达到了预期目标。其中4次飞行搭载了灵长类动物，第15次发射搭载了一只叫做山姆的猕猴。（名称源自空军的航空太空医学院School of Aerospace Medicine的缩写）。整个计划中使用的动物见下表：
- 山姆，一只猕猴。1959年12月4日乘坐小乔伊2号到85千米高空。
- 山姆小姐，一只猕猴，1960年1月21日乘坐小乔伊1B到15千米高空。
- 火腿，一只黑猩猩，1961年1月31日乘坐水星-红石2号进行亚轨道飞行。
- 以挪士，一只黑猩猩，1961年11月29日成坐水星-宇宙神5号进行轨道飞行。

| 任务           | 火箭         | 任务名    | 发射日         | 发射时刻  | 持续时间         | 备注                                |
| -------------- | ------------ | --------- | -------------- | --------- | ---------------- | ----------------------------------- |
| 水星-朱庇特    | 朱庇特导弹   | N/A       | N/A            | N/A       | N/A              | 1959年7月取消，预计做亚轨道飞行     |
| 小乔伊1号      | 小乔伊火箭   | LJ-1      | 1959年8月21日  | N/A       | 00d 00h 00 m 20s | 测试飞行中的逃逸系统                |
| 大乔伊1号      | 擎天神飛弹   | 大乔伊1号 | 1959年9月9日   | N/A       | 00d 00h 13 m     | 测试热防护盾和宇宙神-飞船接口       |
| 小乔伊6号      | 小乔伊火箭   | LJ-6      | 1959年10月4日  | N/A       | 00d 00h 05 m 10s | 飞船空气动力学测试                  |
| 小乔伊1A       | 小乔伊火箭   | LJ-1A     | 1959年11月4日  | N/A       | 00d 00h 08 m 11s | 测试飞行中的逃逸系统                |
| 小乔伊2号      | 小乔伊火箭   | LJ-2      | 1959年12月4日  | N/A       | 00d 00h 11 m 06s | 搭载山姆到85千米高空                |
| 小乔伊1B号     | 小乔伊火箭   | LJ-1B     | 1960年1月21日  | N/A       | 00d 00h 08 m 35s | 搭载山姆小姐到15千米高空            |
| 中断测试       | 逃逸塔火箭   | 中断测试  | 1960年5月9日   | N/A       | 00d 00h 01 m 31s | 测试离开发射台时的中断系统          |
| 水星-宇宙神1号 | 宇宙神导弹   | MA-1      | 1960年7月21日  | 13:13 UTC | 00d 00h 03 m 18s | 水星飞船和宇宙神助推火箭的首飞      |
| 小乔伊5号      | 小乔伊火箭   | LJ-5      | 1960年11月8日  | N/A       | 00d 00h 02 m 22s | 定型的水星飞船首飞                  |
| 水星-红石1号   | 红石运载火箭 | MR-1      | 1960年11月21日 | N/A       | 00d 00h 00 m 02s | 升空100毫米后由于电力故障回到发射台 |
| 水星-红石1A    | 红石运载火箭 | MR-1A     | 1960年12月19日 | N/A       | 00d 00h 15 m 45s | 水星飞船和红石助推火箭的首飞        |
| 水星-红石2号   | 红石运载火箭 | MR-2      | 1961年1月31日  | 16:55 UTC | 00d 00h 16 m 39s | 搭载含做亚轨道飞行                  |
| 水星-宇宙神2号 | 宇宙神导弹   | MA-2      | 1961年2月21日  | 14:10 UTC | 00d 00h 17 m 56s | 测试水星飞船和宇宙神助推级          |
| 小乔伊5A号     | 小乔伊火箭   | LJ-5A     | 1961年3月18日  | N/A       | 00d 00h 23 m 48s | 在最严酷的环境下测试逃逸系统        |
| 水星-红石BD    | 红石运载火箭 | MR-BD     | 1961年3月24日  | 17:30 UTC | 00d 00h 8 m 23s  | 红石火箭研发阶段的测试飞行          |
| 水星-宇宙神3号 | 宇宙神导弹   | MA-3      | 1961年4月25日  | 16:15 UTC | 00d 00h 07 m 19s | 测试水星飞船和宇宙神助推级          |
| 小乔伊5B号     | 小乔伊火箭   | AB-1      | 1961年4月28日  | N/A       | 00d 00h 05 m 25s | 在最严酷的环境下测试逃逸系统        |
| 水星-宇宙神4号 | 宇宙神导弹   | MA-4      | 1961年9月13日  | 14:09 UTC | 00d 01h 49 m 20s | 测试飞船和助推器，在轨1圈           |
| 水星-侦察兵1号 | 侦察兵火箭   | MS-1      | 1961年11月1日  | 15:32 UTC | 00d 00h 00 m 44s | 测试水星追踪系统                    |
| 水星-宇宙神5号 | 宇宙神导弹   | MA-5      | 1961年11月29日 | 15:08 UTC | 00d 03h 20 m 59s | 搭载以挪士在轨2圈                   |

## 载人飞行

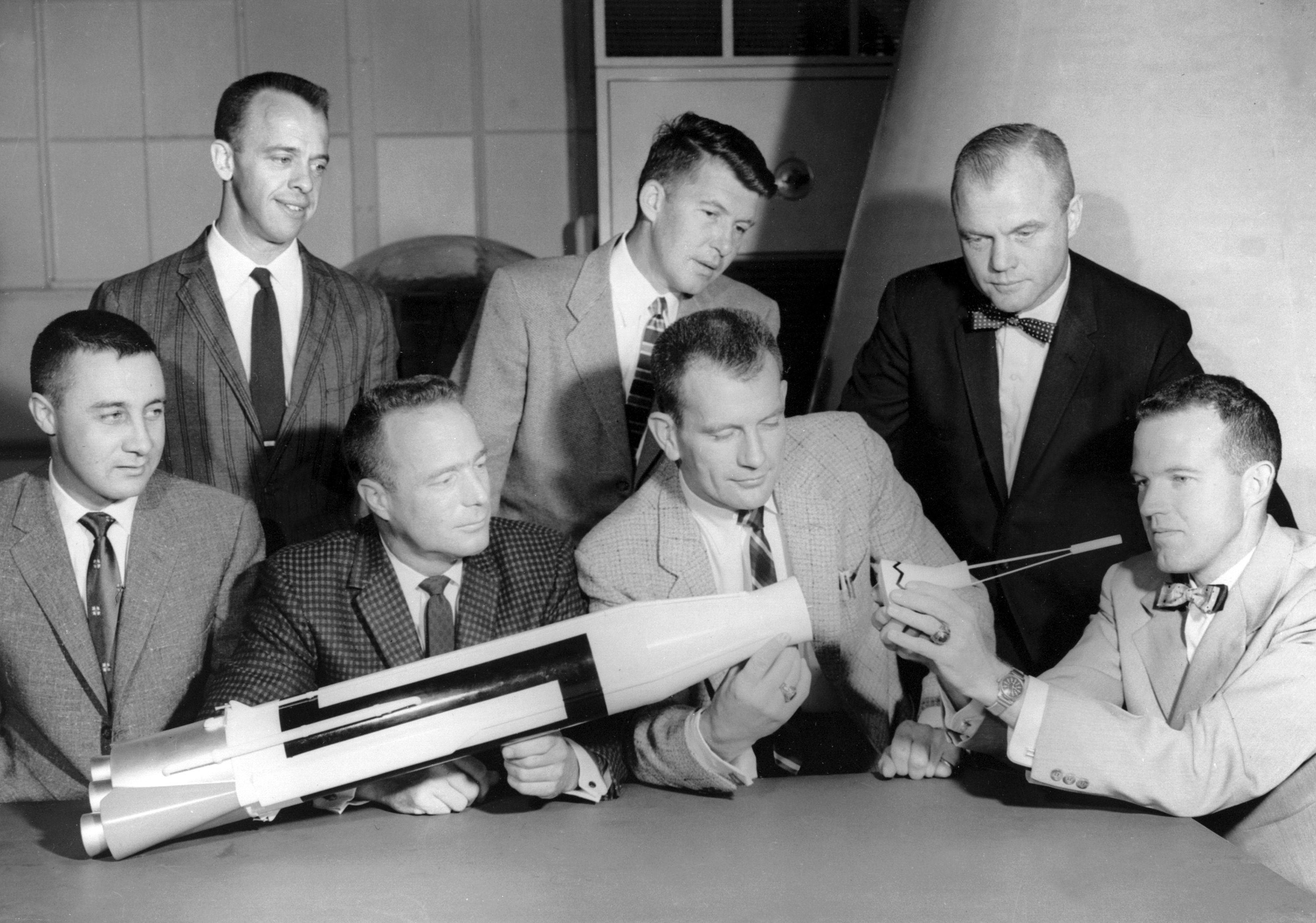
“水星计划七人”，摄于1962年7月12日，从左到右：格里森，谢泼得，卡彭特，施艾拉，斯雷顿，格伦，库勃

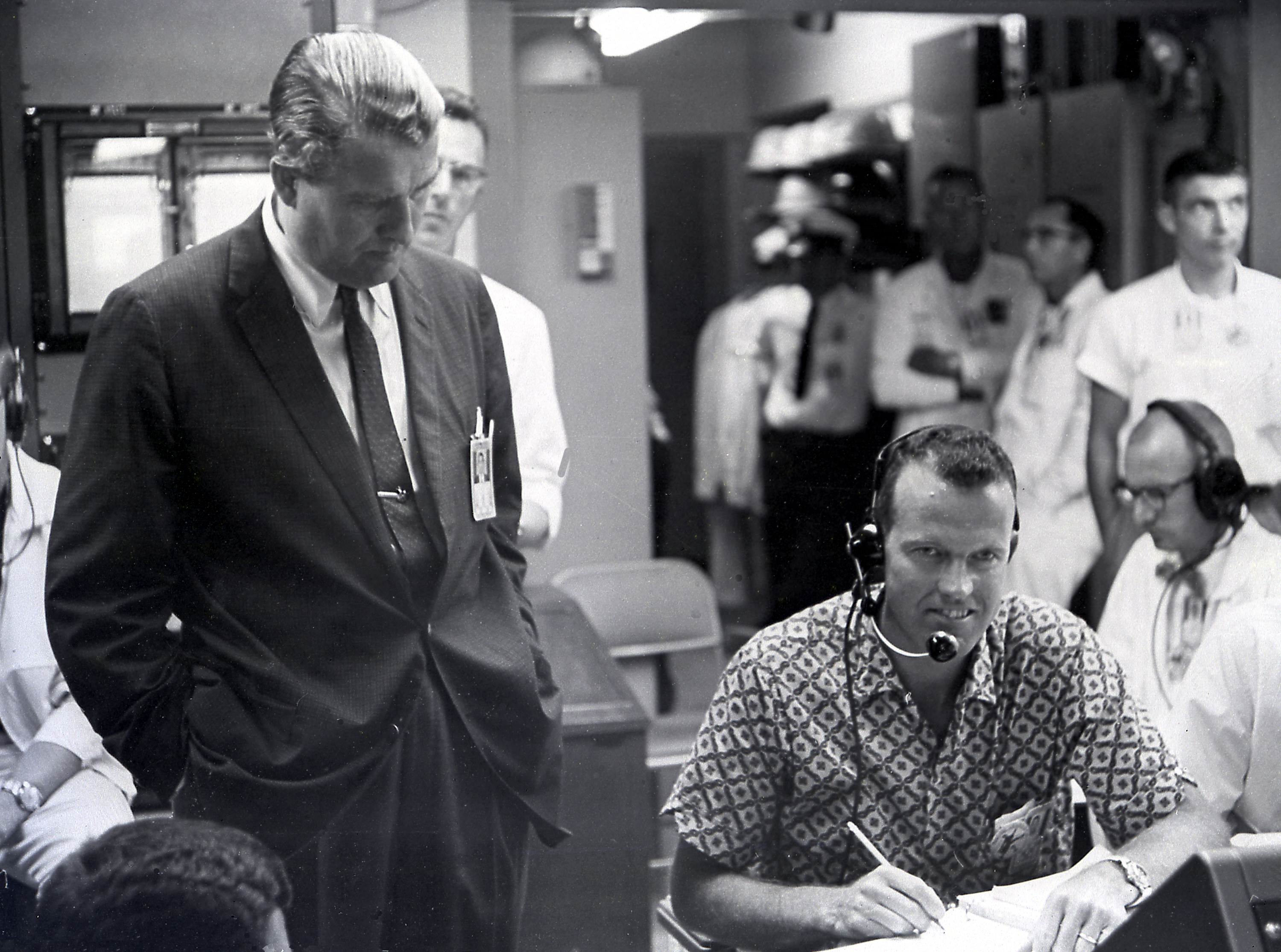
沃纳·冯·布劳恩(Wernher von Braun)和库勃在防护室中，1961年5月5日

### 太空人
美国首批宇航员是从110名飛行員中甄选出的，选择他们是因为他们达到生理标准。NASA在1959年4月9日宣布了这7名太空人。但最终只有6名太空人上天，斯雷顿由于心脏原因未能执行任务。
- 斯科特·卡彭特, 美国海军 (1925–2013)
- 戈尔登·库勃, 美国空军 (1927–2004)
- 约翰·格伦, 美国海军陆战队  (1921-2016)
- 维吉尔·格里森, 美国空军 (1926–1967) 死于阿波罗1号的预发射测试
- 瓦尔特·施艾拉, 美国海军 (1923–2007)
- 艾伦·谢泼德, 美国海军 (1923–1998)
- 迪克·斯雷顿, 美国空军 (1924–1993)  1962年因心律不齐放弃飞行，1975年参加阿波罗-联盟测试计划[27]

自谢泼得的“自由7号”起，之后的每名宇航员都为他们的飞船取一个以“7号”结尾的名字，以彰显他们的团队精神。

### 载人发射

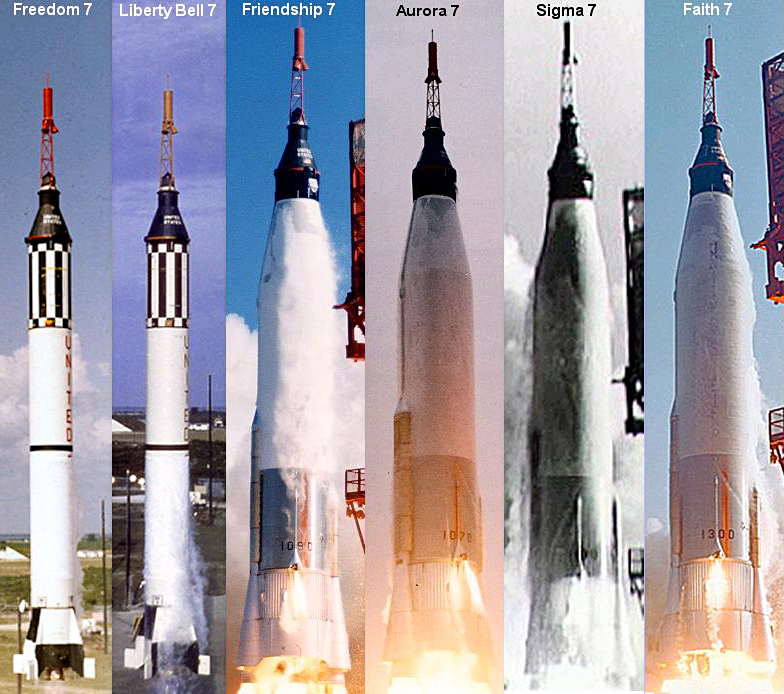
载人发射

| 任务            | 飞船名    | 火箭           | 任务名 | 宇航员        | 发射日        | 发射时间  | 持续时间         | 备注                                                                 |
| --------------- | --------- | -------------- | ------ | ------------- | ------------- | --------- | ---------------- | -------------------------------------------------------------------- |
| 水星-红石3号    | 自由7号   | 红石运载火箭   | MR-3   | 艾伦·谢泼德   | 1961年5月5日  | 14:34 UTC | 00d 00h 15 m 28s | 首位进行亚轨道飞行的美国人                                           |
| 水星-红石4号    | 自由钟7号 | 红石运载火箭   | MR-4   | 维吉尔·格里森 | 1961年7月21日 | 12:20 UTC | 00d 00h 15 m 37s | 第二次亚轨道飞行，飞船因舱门意外打开，在营救前沉没，于1999年打捞     |
| 水星-宇宙神6号  | 友谊7号   | 宇宙神运载火箭 | MA-6   | 约翰·格伦     | 1962年2月20日 | 14:47 UTC | 00d 04h 55 m 23s | 首位进入地球轨道的美国宇航员（在轨3圈）                              |
| 水星-宇宙神7号  | 极光7号   | 宇宙神运载火箭 | MA-7   | 斯科特·卡彭特 | 1962年5月24日 | 12:45 UTC | 00d 04h 56 m 15s | 在轨3圈，返回时偏离预定着陆点402千米，卡彭特代替斯雷顿执行此次任务   |
| 水星-宇宙神8号  | 西格马7号 | 宇宙神运载火箭 | MA-8   | 瓦尔特·施艾拉 | 1962年10月3日 | 12:15 UTC | 00d 09h 13 m 11s | 执行工程测试，在轨6圈                                                |
| 水星-宇宙神9号  | 信仰7号   | 宇宙神运载火箭 | MA-9   | 戈尔登·库勃   | 1963年5月15日 | 13:04 UTC | 01d 10h 19 m 49s | 首位在轨超过一天的美国宇航员，最后一位单独进入太空的宇航员，在轨22圈 |
| 水星-宇宙神10号 | 自由7号II | 宇宙神运载火箭 | MA-10  | 艾伦·谢泼德   | N/A           | N/A       | N/A              | 预计在1963年10月发射，进行三日任务，1963年6月13日取消                |
| 水星-宇宙神11号 |           | 宇宙神运载火箭 | MA-11  | 维吉尔·格里森 | N/A           | N/A       | N/A              | 预计在1963年发射，进行一日任务，1962年10月取消                       |
| 水星-宇宙神12号 |           | 宇宙神运载火箭 | MA-12  | 瓦尔特·施艾拉 | N/A           | N/A       | N/A              | 预计在1963年发射，进行一日任务，1962年10月取消                       |

## 飞行标志
公众所接触到的所谓水星计划飞行标志都是某些人在水星计划结束以后很久才创作的，而水星计划的宇航员所佩带的标志只是NASA的标志加个人姓名，这才是真的水星计划飞行标志。

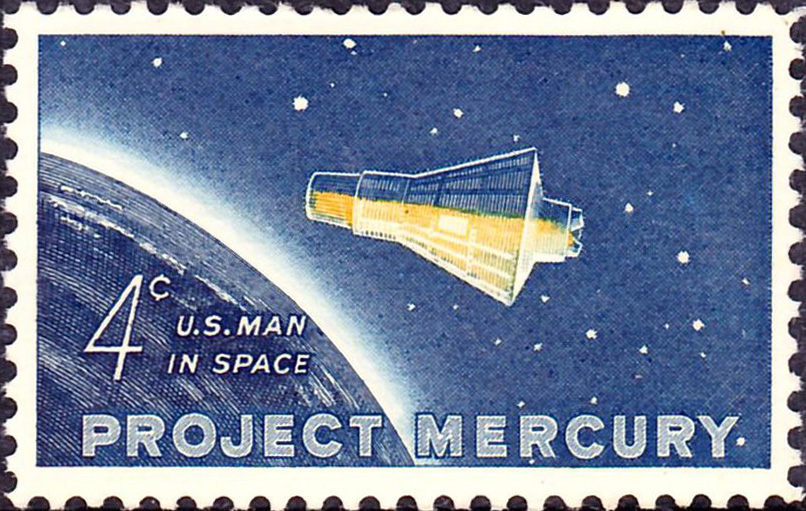
~ 水星计划 -
1962年发 ~

## 紀念邮票
1962年，美国邮政部门为纪念首位在轨飞行的宇航员特别发行一种纪念邮票。这是美国邮政史上首次出现描绘载人航天的邮票。邮票于1962年2月20日在卡纳维拉尔角销售，当天，首位美国宇航员进入地球轨道。

## 延伸阅读
- Chris Kraft, Flight: My Life in Mission Control (March 2001).  Factual, written by one of the pivotal figures in America's space programme, whose involvement ran from the early days of NACA through the formation of NASA, Mercury, Project Gemini, Apollo, ASTP, Skylab and the early days of Shuttle operations. Hardcover, 371 pages, ISBN 0-525-94571-7 or paperback (2002) ISBN 0-452-28304-3.
- Gene Kranz, Failure is Not an Option.  Factual, from the standpoint of a chief flight controller during the Mercury, Gemini, and Apollo space programs. ISBN 0-7432-0079-9
- Tom Wolfe, The Right Stuff. (Wolfe interviewed many of those involved).
- Schirra, Grissom, Glenn, Slayton, Shepherd, Carpenter, Cooper, We Seven. (ISBN B00005X54G); Simon & Schuster - 1962. Factual; a collection of articles written by the seven Mercury astronauts describing events from their points of view.
- Francis French and Colin Burgess, Into That Silent Sea:Trailblazers of the Space Era 1961-1965. ISBN 978-0-8032-1146-9. History of the Mercury program with many unique first-hand interviews with the participants.
- James M. Grimwood, This New Ocean: A History of Project Mercury （页面存档备份，存于）
- James M. Grimwood, Project Mercury - A Chronology （页面存档备份，存于）
- Mae Mills Link, Space Medicine In Project Mercury （页面存档备份，存于）
- Results of the first US manned orbital space flight - Feb 20, 1962 (Friendship 7) NASA report - (PDF format) （页面存档备份，存于）
- Results of the second u.s. manned orbital space flight, May 24, 1962 (Aurora 7) NASA report - (PDF format) （页面存档备份，存于）
- This New Ocean: A History of Project Mercury - NASA report (PDF format) （页面存档备份，存于）
- Chronology of Project Mercury - NASA report (PDF format) （页面存档备份，存于）